# Parameta jugularis
Genre
Espèce
Parameta jugularis, unique représentant du genre Parameta, est une espèce d'araignées aranéomorphes de la famille des Tetragnathidae.

## Distribution
Cette espèce est endémique du Sierra Leone.

## Description
La femelle holotype mesure 8 mm.

## Publication originale
- Simon, 1895 : Histoire naturelle des araignées. Paris, vol. 1, p. 761-1084 (texte intégral).